# Anomala fuscovelata
Anomala fuscovelata är en skalbaggsart som beskrevs av Ohaus 1938. Anomala fuscovelata ingår i släktet Anomala och familjen Rutelidae. Inga underarter finns listade i Catalogue of Life.